# Bois Canot
Bois Canot es una localidad de Santa Lucía que forma parte del distrito de Micoud.